# Ed Gordon
Edward Lansing "Ed" Gordon Jr, född den 1 juli 1908 i Jackson i Mississippi, död den 5 september 1971 i Detroit i Michigan, var en amerikansk friidrottare som tävlade i längdhopp.
Gordon vann guld vid olympiska sommarspelen 1932 i Los Angeles.

## Uppväxt
Gordons familj flyttade från Mississippi och bosatte sig i Gary i Indiana när Gordon var barn. Hans föräldrar drev en skola för döva, och ibland använde familjen teckenspråk för att kommunicera med varandra. Gordon var smal som barn och för att bygga muskler föreslog hans far att han skulle börja med friidrott på high school, vilket han gjorde i form av häcklöpning och höjdhopp.

## Karriär
Gordon studerade vid University of Iowa i slutet av 1920-talet och början av 1930-talet och tävlade för universitetets idrottsförening Iowa Hawkeyes. På inrådan av universitetets friidrottstränare skiftade Gordon fokus till längdhopp.
Gordon deltog vid OS 1928 i Amsterdam, där han hämmades av en muskelbristning och blev sjua med ett hopp på 7,32 meter.
1929 blev Gordon både amerikansk collegemästare och amerikansk mästare. Han blev collegemästare även de två följande åren och blev därmed den första friidrottaren att vinna tre raka collegetitlar i samma gren.
Gordon blev 1932 amerikansk mästare för andra gången och kvalificerade sig för OS samma år i Los Angeles. Han var inte favorit inför tävlingen, det var främst japanen Chuhei Nambu, som var världsrekordhållare, men Gordon tog ledningen efter första omgången. Inför andra omgången tvingades funktionärerna att byta ansatsbana eftersom den första hade blivit alltför uppsliten, och även om den andra var snabbare hade de tävlande svårt att få till sina ansatser. Gordons hopp i första omgången visade sig vara tävlingens längsta. Guldhoppet mätte 7,64 meter, fyra centimeter längre än landsmannen Lambert Redd på silverplats. Nambu hoppade inte längre än 7,45 meter och fick nöja sig med bronset.
Gordon höll hög klass i många år och även om han inte lyckades kvalificera sig för OS 1936 i Berlin (han blev sexa i uttagningarna där bara de tre bästa fick åka till OS), så blev han amerikansk inomhusmästare både 1938 och 1939.

## Yrkesliv
Gordon tog aldrig examen från University of Iowa utan flyttade till New York och arbetade som busschaufför. Senare flyttade han till Detroit och återupptog sina studier vid Wayne State University, där han till slut tog examen 1957. Efter det var han lärare i naturvetenskapliga ämnen fram till sin död.

## Död
Gordon dog av hjärtinfarkt den 5 september 1971 i Detroit, 63 år gammal.

## Privatliv
Gordon var gift två gånger och hade med sin andra hustru Jimmie en son, som fick samma namn som sin far.

## Personliga rekord
- Längdhopp – 7,74 meter (1931 i Lawrence)